# Seznam ministrů pro lidská práva České republiky
Seznam ministrů pro lidská práva České republiky představuje chronologický přehled ministrů vlády České republiky, kterým byla při jmenování do funkce svěřena gesce lidských práv. Všem dosavadním ministrům byla k tomu navíc svěřena ještě odpovědnost za další oblasti.
Prvním členem vlády odpovědným za lidská práva byl Petr Mareš ve vládě Vladimíra Špidly. Ve vládách Stanislava Grosse a Jiřího Paroubka a v první vládě Mirka Topolánka ministr odpovědný za lidská práva nezasedl. Post byl obnoven až v druhé Topolánkově vládě. Po přijetí demise Michaela Kocába v březnu 2010 už předseda vlády Jan Fischer dalšího ministra do této funkce ve své končící vládě prezidentovi nenavrhl. Post nebyl obsazen ani ve vládách Petra Nečase a Jiřího Rusnoka. Byl obnoven ve vládě Bohuslava Sobotky – postu se ujal Jiří Dienstbier. V první vládě Andreje Babiše místo zaniklo.
Ministr sídlil při Úřadu vlády ČR bez aparátu ministerstva, a byl tak ministrem bez portfeje.

## Seznam ministrů
| Č.                                                                   | Portrét                                                              | Jméno                                                                | Subjekt                                                              | Subjekt                                                              | Ve funkci                                                            | Ve funkci                                                            | Vláda                                                                |
| Č.                                                                   | Portrét                                                              | Jméno                                                                | Subjekt                                                              | Subjekt                                                              | Od                                                                   | Do                                                                   | Vláda                                                                |
| Místopředseda vlády pro výzkum a vývoj, lidská práva a lidské zdroje | Místopředseda vlády pro výzkum a vývoj, lidská práva a lidské zdroje | Místopředseda vlády pro výzkum a vývoj, lidská práva a lidské zdroje | Místopředseda vlády pro výzkum a vývoj, lidská práva a lidské zdroje | Místopředseda vlády pro výzkum a vývoj, lidská práva a lidské zdroje | Místopředseda vlády pro výzkum a vývoj, lidská práva a lidské zdroje | Místopředseda vlády pro výzkum a vývoj, lidská práva a lidské zdroje | Místopředseda vlády pro výzkum a vývoj, lidská práva a lidské zdroje |
| -------------------------------------------------------------------- | -------------------------------------------------------------------- | -------------------------------------------------------------------- | -------------------------------------------------------------------- | -------------------------------------------------------------------- | -------------------------------------------------------------------- | -------------------------------------------------------------------- | -------------------------------------------------------------------- |
| 1.                                                                   |                                                                      | Petr Mareš                                                           |                                                                      | US-DEU                                                               | 15. července 2002                                                    | 4. srpna 2004                                                        | Špidla                                                               |
| Funkce nevyužívána                                                   | Funkce nevyužívána                                                   | Funkce nevyužívána                                                   | Funkce nevyužívána                                                   | Funkce nevyužívána                                                   | 2004–2007                                                            | 2004–2007                                                            |                                                                      |
| Ministr pro lidská práva a národnostní menšiny                       |                                                                      |                                                                      |                                                                      |                                                                      |                                                                      |                                                                      |                                                                      |
| 2.                                                                   |                                                                      | Džamila Stehlíková                                                   |                                                                      | SZ                                                                   | 9. ledna 2007                                                        | 23. ledna 2009                                                       | Topolánek II.                                                        |
| 3.                                                                   |                                                                      | Michael Kocáb                                                        | nestraník za SZ                                                      | 23. ledna 2009                                                       | 29. března 2010                                                      | Topolánek II.                                                        |                                                                      |
| 3.                                                                   |                                                                      | Michael Kocáb                                                        | nestraník nom. SZ                                                    | 23. ledna 2009                                                       | 29. března 2010                                                      | Fischer                                                              |                                                                      |
| Funkce nevyužívána                                                   | Funkce nevyužívána                                                   | Funkce nevyužívána                                                   | Funkce nevyužívána                                                   | Funkce nevyužívána                                                   | 2010–2013                                                            | 2010–2013                                                            |                                                                      |
| Ministr pro lidská práva, rovné příležitosti a legislativu           |                                                                      |                                                                      |                                                                      |                                                                      |                                                                      |                                                                      |                                                                      |
| 4.                                                                   |                                                                      | Jiří Dienstbier ml.                                                  |                                                                      | ČSSD                                                                 | 29. ledna 2014                                                       | 30. ledna 2016                                                       | Sobotka                                                              |
| 5.                                                                   |                                                                      | Jan Chvojka                                                          | 1. prosince 2016                                                     | ČSSD                                                                 | 13. prosince 2017                                                    |                                                                      | Sobotka                                                              |
| Funkce nevyužívána                                                   | Funkce nevyužívána                                                   | Funkce nevyužívána                                                   | Funkce nevyužívána                                                   | Funkce nevyužívána                                                   | od 2017                                                              | od 2017                                                              |                                                                      |

## Vládní zmocněnci pro lidská práva
Na Úřadu vlády ČR existovala též funkce vládního zmocněnce pro lidská práva, která byla spojena s předsednictvím Rady vlády pro lidská práva. Tuto funkci zastával v letech 1998–2001 Petr Uhl, v letech 2001–2004 Jan Jařab, od listopadu 2004 Svatopluk Karásek. V září 2006 jej první vláda Mirka Topolánka odvolala a do funkce byl jmenován Jan Litomiský, jehož prvním úkolem od vedoucího úřadu vlády Jana Nováka v roce 2006 bylo zrušit na Úřadu vlády ČR sekci pro lidská práva a rovné příležitosti. Poté, co Michael Kocáb rezignoval na funkci ministra pro lidská práva a řízení příslušného útvaru na Úřadu vlády ČR se ujal předseda vlády Jan Fischer, odvolal vládního zmocněnce pro lidská práva Jana Litomiského a 19. dubna 2010 jmenoval do této funkce Michaela Kocába. Ten si po několika měsících stěžoval, že se vláda o činnost jeho útvaru nezajímá a nespolupracuje s ním, a nedlouho poté, co si předseda vlády Petr Nečas za svého poradce pro oblast lidských práv zvolil křesťanského konzervativce Romana Jocha, za nejasných okolností pohrozil svou rezignací, což si Petr Nečas vyložil jako akt podání rezignace, a následně byl Kocáb vládou dne 15. září 2010 odvolán. Zpočátku média spekulovala o tom, zda a kdo bude jmenován jeho nástupcem, avšak ačkoliv Petr Nečas deklaroval, že funkce zůstane zachována, zůstala několik měsíců neobsazena a činnost útvaru ještě více stagnovala, například vládní rada pro lidská práva přestala pracovat, protože ji nikdo v pravidelném termínu nesvolal. Vláda dne 16. února 2011 jmenovala vládní zmocněnkyní pro lidská práva Moniku Šimůnkovou. Ta na tuto funkci 17. října 2013 rezignovala poté, co ji vláda Jiřího Rusnoka odvolala z funkce ředitelky sekce lidských práv. Od 11. května 2022 je zmocněnkyní vlády Petra Fialy pro lidská práva Klára Šimáčková Laurenčíková.